# Michael Dukakis
Michael Stanley Dukakis (født 3. november 1933) er en amerikansk politiker fra det demokratiske parti. Græsk-amerikaner f. Michail Stanley Doukakis, stammer fra Kreta. Han var guvernør i Massachusetts fra 1975 til 1979 og fra 1983 til 1991. Han var den demokratiske præsidentkandidat i 1988 og blev slået af den republikanske kandidat George H. W. Bush. 
Dukakis er i familie med skuespillerinden Olympia Dukakis. 